# Durlești
Durlești è una città della Moldavia appartenente al Municipio di Chișinău di 15.395 abitanti al censimento del 2004